# Macintosh Quadra 950
A Macintosh Quadra 950 asztali számítógépet az Apple gyártotta és forgalmazta 1992. május 18. és 1995. október 14. között 41 hónapon keresztül. A Macintosh Quadra 950 a Macintosh Quadra számítógép-családba tartozott. 

## Története
A Macintosh Quadra 950 a pár hónappal korábban bemutatott Quadra 900 helyébe lépett. A 950 Motorola 68040 processzor órajelét 25 MHz-ről 33 MHz-re növelték. A két számítógép ára  egyforma volt. A Macintosh Processor Upgrade Card (Macintosh processzor jobbra-cserélő kártya) beillesztése után a számítógép Power Macintosh 950 nevet kapta.
A 950-est teljesítményben megelőzte az olcsóbb Quadra 800 és 840AV. Az újabb Quadras interleave-es RAM-ot, valamint továbbfejlesztett videorendszert és SCSI buszt kapott. A kompaktabb (minitorony) házuk azonban kevesebb bővítési lehetőséget kínált, így a 950-es továbbra is a szerverpiac számára készült tovább, túlélve a 800-as és 840AV-t. A Quadra 800 függetlenül attól, hogy mennyi VRAM volt telepítve vagy milyen külső videokártyát használtak, nem volt képes 24 bites színábrázolással működni, , míg a Quadra 900 és 950 24 bites színábrázolásra volt képes.
A Quadra 950-et a PowerPC-alapú Power Macintosh 9500 váltotta fel 1995 májusában, az értékesítés októberig folytatódott. Ez volt az Apple által eladott utolsó Macintosh Quadra, és az egyik utolsó Motorola 68000 processzorú gép. 

## Technikai leírás
A bézs színű gép súlya 16,7 kg, magassága 472 mm, szélessége 226 mm és mélysége 523 mm volt. A Quadra 950 számítógépet egymagos 33 MHz-es Motorola 68040 processzor vezérelte (L2 cache: 8kB),  A teljesítményt integrált FPU co-processzor növelte. A gépet beépített memória nélkül gyártották, maximálisan 256MB (80ns) kezelésére volt képes a gyári specifikáció szerint, a bővítéshez 16 hely (slot) állt rendelkezésre. A számítógépnek nem volt saját kijelzője. Az adatokat a 230GB belső merevlemezre lehetett elmenteni. Külső adattárolási lehetőséget az 1,44-es hajlékonylemez meghajtó (floppy-drive) kínált. Adatok beolvasását tette lehetővé a kétszeres sebességű CD-olvasó. A gépet System 7.0.1 operációs rendszerrel szállította az Apple.  Csatlakozók: egy AAUI-15, egy ADB, két soros port, egy DB-25 SCSI-hoz, kijelzőhöz egy DB-15, egy 3,5 mm-es jack audió bemenet, egy 3,5 mm-es jack audió kimenet. Öt NuBus eszköz beépítéséhez alakítottak ki helyet.

## A számítógép adatai
A táblázat nem tartalmazza az összes műszaki paramétert. Az egyes modelleknél a bemutatáskor érvényes adatokat soroljuk fel, a későbbi frissítéseket nem. Az eszköz technikai paraméterei a MacTracker alkalmazásból származnak.
| Gép nevebemutatva kivezetve             | Méretmagasság szélesség mélység súlySzín | Processzorprocesszor órajel, mag L1 és L2 cache társprocesszor | Háttértármerevlemezkülső adathordozó | Eredeti operációs rendszer | Memóriaalap max. @sebességhely     | Kijelzőmérete felbontása | Grafikakártyamemória kimenet | CsatlakozókEthernet, ADB, soros, SCSI, párhuzamos, FDD, kijelző, hang be/ki, belső mikrofon, hangszóró                                             | Bővíthetőségkártyahelybelső öbölkülső csatlakozó |
| --------------------------------------- | ---------------------------------------- | -------------------------------------------------------------- | ------------------------------------ | -------------------------- | ---------------------------------- | ------------------------ | ---------------------------- | --- | ------------------------------------------------ |
| Quadra 9501992. máj. 18. 1995. okt. 14. | 472 mm 226 mm 523 mm 16,7 kg bézs        | Motorola 68040 @33 MHz és 1 mag L1 8kB, integrált FPU          | 230GB HDD 2xCD-ROM 1,44 floppy       | System 7.0.1               | nincs alap max: 256MB @80ns16 hely | nincs kijelző            | 1MB 1 DB–15                  | * AAUI-15 (Ethernet) * 1 ADB * 2 soros * 1 D–25 (SCSI) * 1 DB-15 (külső monitor) * 1 3,5 jack audió be * 1 3,5 jack audió ki * beépített hangszóró | * 5 NuBus* SCSI (külső)                          |

## Macintosh Quadra számítógépek az időben
| A Macintosh Quadra számítógépek idővonalon |
| --- |
| A színek kezdete a bemutató időpontja, a forgalmazás több esetben is hónapokkal később kezdődött. Megeshet, hogy egy csík végét kitakarja egy másik csík eleje. Előfordul, hogy a gyártás befejezését követően még egy ideig forgalomban marad a gép adott verziója. |